# Decadência urbana

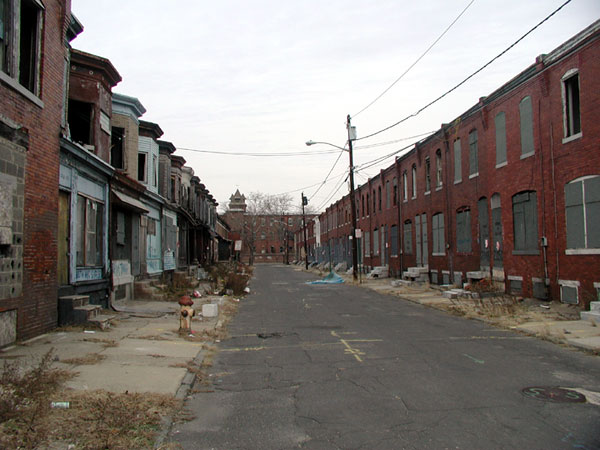
Uma das ruas degradadas de Camden, Nova Jersey, Estados Unidos.

Decadência urbana ou deterioração urbana é o processo pelo qual a área de uma cidade, ou até mesmo uma cidade inteira, cai em desuso ou decrepitude. As causas podem ser variadas, como desindustrialização, declínio populacional, aumento do desemprego, instabilidade política e altas taxas de criminalidade, resultando numa paisagem inóspita e desoladora. Desde a década de 1970 e 1980, a deterioração urbana tem sido associada com as cidades ocidentais, especialmente da América do Norte e partes da Europa. Desde essa época, importantes mudanças estruturais nas economias globais, transportes e políticas governamentais criaram as condições econômicas, e em seguida sociais, que resultaram na decadência urbana.

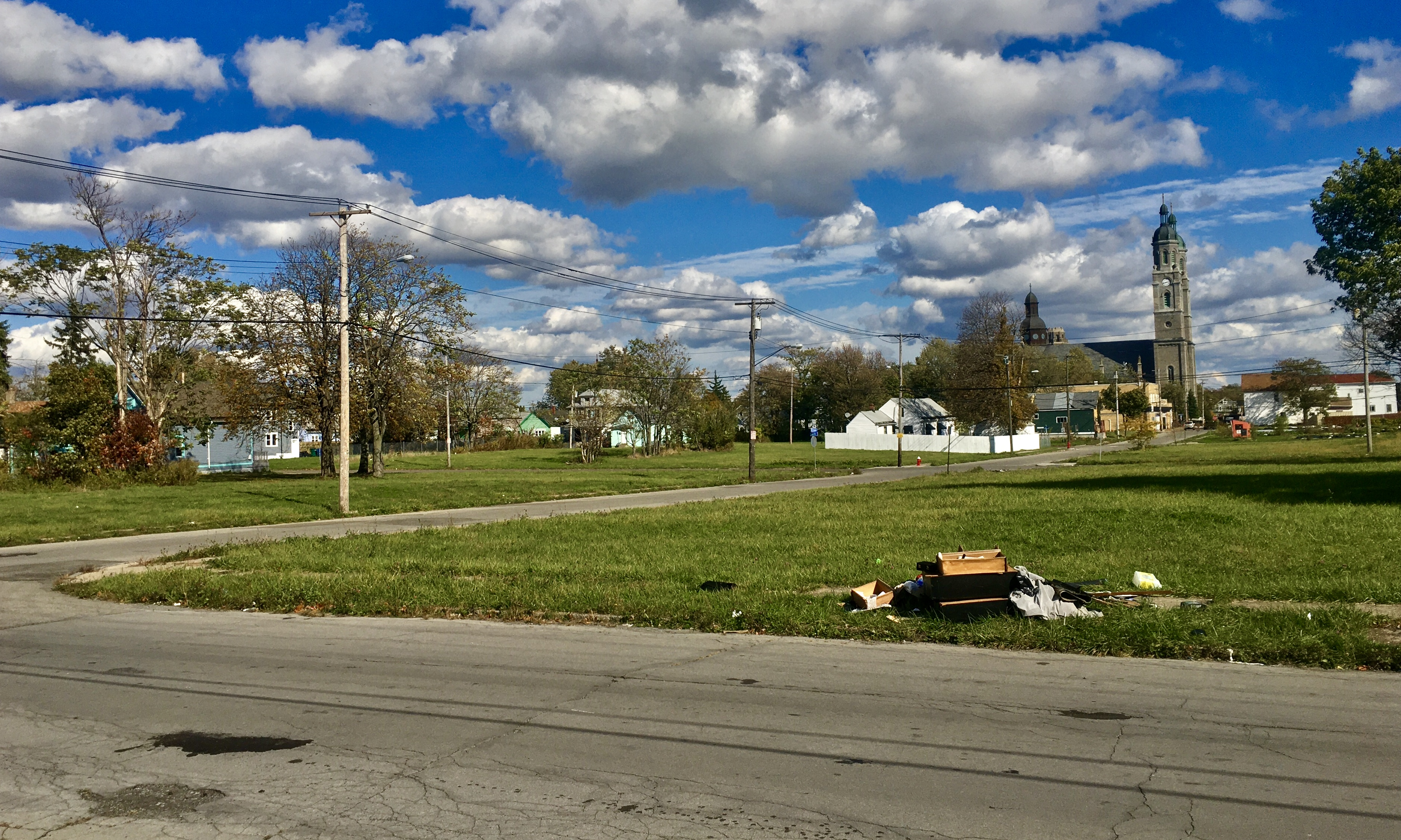
Antiga área urbana demolida e transformada em área verde.

A decadência é resultado de diversas condições sócio-econômicas. Uma ferrovia ou obra viária construída em má localização, o aumento da pobreza da população local, despovoamento e mudanças de empresas das áreas centrais para a periferia, suburbanização e até xenofobia podem causar a degradação de regiões inteiras.